# Unicodeblock Hangeul-Jamo, erweitert-A
Der Unicodeblock Hangeul-Jamo, erweitert-A (engl. Hangul Jamo Extended-A, U+A960 bis U+A97F) enthält einige Jamo, die in älteren Texten verwendet wurden, hier speziell die choseong (Konsonantenanlaute) eines Hangeul-Silbenzeichens. Die zugehörigen Vokale und Konsonantenauslaute finden sich im Unicode-Block Hangeul-Jamo, erweitert-B, weitere Jamos sind im Unicode-Block Hangeul-Jamo zu finden.

## Tabelle
| Unicodenummer  | Zeichen (400 %) | Kategorie                               | Bidirektionale Klasse | Offizielle Bezeichnung              | Beschreibung                         |
| -------------- | --------------- | --------------------------------------- | --------------------- | ----------------------------------- | ------------------------------------ |
| U+A960 (43360) | ꥠ              | anderer Buchstabe, Silbe oder Ideogramm | links nach rechts     | HANGUL CHOSEONG TIKEUT-MIEUM        | Hangeul-Choseong Tikeut-Mieum        |
| U+A961 (43361) | ꥡ              | anderer Buchstabe, Silbe oder Ideogramm | links nach rechts     | HANGUL CHOSEONG TIKEUT-PIEUP        | Hangeul-Choseong Tikeut-Pieup        |
| U+A962 (43362) | ꥢ              | anderer Buchstabe, Silbe oder Ideogramm | links nach rechts     | HANGUL CHOSEONG TIKEUT-SIOS         | Hangeul-Choseong Tikeut-Sios         |
| U+A963 (43363) | ꥣ              | anderer Buchstabe, Silbe oder Ideogramm | links nach rechts     | HANGUL CHOSEONG TIKEUT-CIEUC        | Hangeul-Choseong Tikeut-Cieuc        |
| U+A964 (43364) | ꥤ              | anderer Buchstabe, Silbe oder Ideogramm | links nach rechts     | HANGUL CHOSEONG RIEUL-KIYEOK        | Hangeul-Choseong Rieul-Kiyeok        |
| U+A965 (43365) | ꥥ              | anderer Buchstabe, Silbe oder Ideogramm | links nach rechts     | HANGUL CHOSEONG RIEUL-SSANGKIYEOK   | Hangeul-Choseong Rieul-Ssangkiyeok   |
| U+A966 (43366) | ꥦ              | anderer Buchstabe, Silbe oder Ideogramm | links nach rechts     | HANGUL CHOSEONG RIEUL-TIKEUT        | Hangeul-Choseong Rieul-Tikeut        |
| U+A967 (43367) | ꥧ              | anderer Buchstabe, Silbe oder Ideogramm | links nach rechts     | HANGUL CHOSEONG RIEUL-SSANGTIKEUT   | Hangeul-Choseong Rieul-Ssangtikeut   |
| U+A968 (43368) | ꥨ              | anderer Buchstabe, Silbe oder Ideogramm | links nach rechts     | HANGUL CHOSEONG RIEUL-MIEUM         | Hangeul-Choseong Rieul-Mieum         |
| U+A969 (43369) | ꥩ              | anderer Buchstabe, Silbe oder Ideogramm | links nach rechts     | HANGUL CHOSEONG RIEUL-PIEUP         | Hangeul-Choseong Rieul-Pieup         |
| U+A96A (43370) | ꥪ              | anderer Buchstabe, Silbe oder Ideogramm | links nach rechts     | HANGUL CHOSEONG RIEUL-SSANGPIEUP    | Hangeul-Choseong Rieul-Ssangpieup    |
| U+A96B (43371) | ꥫ              | anderer Buchstabe, Silbe oder Ideogramm | links nach rechts     | HANGUL CHOSEONG RIEUL-KAPYEOUNPIEUP | Hangeul-Choseong Rieul-Kapyeounpieup |
| U+A96C (43372) | ꥬ              | anderer Buchstabe, Silbe oder Ideogramm | links nach rechts     | HANGUL CHOSEONG RIEUL-SIOS          | Hangeul-Choseong Rieul-Sios          |
| U+A96D (43373) | ꥭ              | anderer Buchstabe, Silbe oder Ideogramm | links nach rechts     | HANGUL CHOSEONG RIEUL-CIEUC         | Hangeul-Choseong Rieul-Cieuc         |
| U+A96E (43374) | ꥮ              | anderer Buchstabe, Silbe oder Ideogramm | links nach rechts     | HANGUL CHOSEONG RIEUL-KHIEUKH       | Hangeul-Choseong Rieul-Khieukh       |
| U+A96F (43375) | ꥯ              | anderer Buchstabe, Silbe oder Ideogramm | links nach rechts     | HANGUL CHOSEONG MIEUM-KIYEOK        | Hangeul-Choseong Mieum-Kiyeok        |
| U+A970 (43376) | ꥰ              | anderer Buchstabe, Silbe oder Ideogramm | links nach rechts     | HANGUL CHOSEONG MIEUM-TIKEUT        | Hangeul-Choseong Mieum-Tikeut        |
| U+A971 (43377) | ꥱ              | anderer Buchstabe, Silbe oder Ideogramm | links nach rechts     | HANGUL CHOSEONG MIEUM-SIOS          | Hangeul-Choseong Mieum-Sios          |
| U+A972 (43378) | ꥲ              | anderer Buchstabe, Silbe oder Ideogramm | links nach rechts     | HANGUL CHOSEONG PIEUP-SIOS-THIEUTH  | Hangeul-Choseong Pieup-Sios-Thieuth  |
| U+A973 (43379) | ꥳ              | anderer Buchstabe, Silbe oder Ideogramm | links nach rechts     | HANGUL CHOSEONG PIEUP-KHIEUKH       | Hangeul-Choseong Pieup-Khieukh       |
| U+A974 (43380) | ꥴ              | anderer Buchstabe, Silbe oder Ideogramm | links nach rechts     | HANGUL CHOSEONG PIEUP-HIEUH         | Hangeul-Choseong Pieup-Hieuh         |
| U+A975 (43381) | ꥵ              | anderer Buchstabe, Silbe oder Ideogramm | links nach rechts     | HANGUL CHOSEONG SSANGSIOS-PIEUP     | Hangeul-Choseong Ssangsios-Pieup     |
| U+A976 (43382) | ꥶ              | anderer Buchstabe, Silbe oder Ideogramm | links nach rechts     | HANGUL CHOSEONG IEUNG-RIEUL         | Hangeul-Choseong Ieung-Rieul         |
| U+A977 (43383) | ꥷ              | anderer Buchstabe, Silbe oder Ideogramm | links nach rechts     | HANGUL CHOSEONG IEUNG-HIEUH         | Hangeul-Choseong Ieung-Hieuh         |
| U+A978 (43384) | ꥸ              | anderer Buchstabe, Silbe oder Ideogramm | links nach rechts     | HANGUL CHOSEONG SSANGCIEUC-HIEUH    | Hangeul-Choseong Ssangcieuc-Hieuh    |
| U+A979 (43385) | ꥹ              | anderer Buchstabe, Silbe oder Ideogramm | links nach rechts     | HANGUL CHOSEONG SSANGTHIEUTH        | Hangeul-Choseong Ssangthieuth        |
| U+A97A (43386) | ꥺ              | anderer Buchstabe, Silbe oder Ideogramm | links nach rechts     | HANGUL CHOSEONG PHIEUPH-HIEUH       | Hangeul-Choseong Phieuph-Hieuh       |
| U+A97B (43387) | ꥻ              | anderer Buchstabe, Silbe oder Ideogramm | links nach rechts     | HANGUL CHOSEONG HIEUH-SIOS          | Hangeul-Choseong Hieuh-Sios          |
| U+A97C (43388) | ꥼ              | anderer Buchstabe, Silbe oder Ideogramm | links nach rechts     | HANGUL CHOSEONG SSANGYEORINHIEUH    | Hangeul-Choseong Ssangyeorinhieuh    |